# Vallées d'Umaga
Umaga Valles
Pour les articles homonymes, voir Umaga.
Les vallées d'Umaga (désignation internationale : Umaga Valles) est un ensemble de vallées situé sur Vénus dans le quadrangle de Mahuea Tholus. Il a été nommé en référence au nom en Tagal ancien de la planète Vénus.